# Anomala tenimberiana
Anomala tenimberiana är en skalbaggsart som beskrevs av Louis Burgeon 1932. Anomala tenimberiana ingår i släktet Anomala och familjen Rutelidae. Inga underarter finns listade i Catalogue of Life.